# Campeonato Sub-17 de la OFC 2003
El Campeonato Sub-17 de la OFC 2003 fue la décima edición de dicho torneo. Se llevó a cabo entre el 13 de febrero y el 1 de marzo en Australia y Samoa Americana.
Participaron once selecciones: Australia, Fiyi, Islas Cook, Islas Salomón, Nueva Caledonia, Nueva Zelanda, Samoa, Samoa Americana, Tahití, Tonga y Vanuatu. Fueron divididos en dos grupos de seis y cinco equipos cada uno, y posteriormente los primeros avanzaron a la final, que se jugó a ida y vuelta. Australia ganó el torneo por novena vez y clasificó a la Copa Mundial la categoría de 2003.

## Equipos participantes
| Equipos participantes | Equipos participantes | Equipos participantes | Equipos participantes |
| --------------------- | --------------------- | --------------------- | --------------------- |
| Australia             | Fiyi                  | Islas Cook            | Islas Salomón         |
| Nueva Caledonia       | Nueva Zelanda         | Samoa                 | Samoa Americana       |
| Tahití                | Tonga                 | Vanuatu               |                       |

## Primera fase

### Grupo A
| Selección       | Pts | PJ | PG | PE | PP | GF | GC | Dif |
| --------------- | --- | -- | -- | -- | -- | -- | -- | --- |
| Nueva Caledonia | 12  | 4  | 4  | 0  | 0  | 11 | 0  | 11  |
| Fiyi            | 9   | 4  | 3  | 0  | 1  | 18 | 3  | 15  |
| Islas Cook      | 4   | 4  | 1  | 1  | 2  | 2  | 8  | -6  |
| Samoa           | 3   | 4  | 1  | 0  | 3  | 3  | 10 | -7  |
| Samoa Americana | 1   | 4  | 0  | 1  | 3  | 1  | 14 | -13 |

| Fecha                 | Lugar     |                 |                            | Resultado |                            |                 |
| --------------------- | --------- | --------------- | -------------------------- | --------- | -------------------------- | --------------- |
| 13 de febrero de 2003 | Pago Pago | Samoa Americana | Bandera de Samoa Americana | 0:0       | Bandera de Islas Cook      | Islas Cook      |
| 13 de febrero de 2003 | Pago Pago | Nueva Caledonia | Bandera de Nueva Caledonia | 2:0       | Bandera de Fiyi            | Fiyi            |
| 15 de febrero de 2003 | Pago Pago | Samoa Americana | Bandera de Samoa Americana | 0:3       | Bandera de Nueva Caledonia | Nueva Caledonia |
| 15 de febrero de 2003 | Pago Pago | Islas Cook      | Bandera de Islas Cook      | 1:0       | Bandera de Samoa           | Samoa           |
| 17 de febrero de 2003 | Pago Pago | Samoa           | Bandera de Samoa           | 0:6       | Bandera de Fiyi            | Fiyi            |
| 17 de febrero de 2003 | Pago Pago | Nueva Caledonia | Bandera de Nueva Caledonia | 4:0       | Bandera de Islas Cook      | Islas Cook      |
| 19 de febrero de 2003 | Pago Pago | Islas Cook      | Bandera de Islas Cook      | 1:4       | Bandera de Fiyi            | Fiyi            |
| 19 de febrero de 2003 | Pago Pago | Samoa Americana | Bandera de Samoa Americana | 1:3       | Bandera de Samoa           | Samoa           |
| 21 de febrero de 2003 | Pago Pago | Samoa Americana | Bandera de Samoa Americana | 0:8       | Bandera de Fiyi            | Fiyi            |
| 21 de febrero de 2003 | Pago Pago | Nueva Caledonia | Bandera de Nueva Caledonia | 2:0       | Bandera de Samoa           | Samoa           |

### Grupo B
| Selección     | Pts | PJ | PG | PE | PP | GF | GC | Dif |
| ------------- | --- | -- | -- | -- | -- | -- | -- | --- |
| Australia     | 15  | 5  | 5  | 0  | 0  | 33 | 2  | 31  |
| Vanuatu       | 10  | 5  | 3  | 1  | 1  | 17 | 7  | 10  |
| Nueva Zelanda | 8   | 5  | 2  | 2  | 1  | 19 | 4  | 15  |
| Islas Salomón | 5   | 5  | 2  | 1  | 2  | 18 | 6  | 12  |
| Tahití        | 3   | 5  | 1  | 0  | 4  | 7  | 22 | -15 |
| Tonga         | 0   | 5  | 0  | 0  | 5  | 1  | 54 | -53 |

| Fecha                 | Lugar          |               |                               | Resultado |                               |               |
| --------------------- | -------------- | ------------- | ----------------------------- | --------- | ----------------------------- | ------------- |
| 15 de febrero de 2003 | Sunshine Coast | Australia     | Bandera de Australia          | 3:1       | Bandera de Islas Salomón      | Islas Salomón |
| 15 de febrero de 2003 | Sunshine Coast | Tonga         | Bandera de Tonga              | 0:11      | Bandera de Vanuatu            | Vanuatu       |
| 15 de febrero de 2003 | Sunshine Coast | Nueva Zelanda | Bandera de Nueva Zelanda      | 4:0       | Bandera de Polinesia Francesa | Tahití        |
| 17 de febrero de 2003 | Sunshine Coast | Nueva Zelanda | Bandera de Nueva Zelanda      | 1:1       | Bandera de Vanuatu            | Vanuatu       |
| 17 de febrero de 2003 | Sunshine Coast | Australia     | Bandera de Australia          | 9:0       | Bandera de Polinesia Francesa | Tahití        |
| 17 de febrero de 2003 | Sunshine Coast | Tonga         | Bandera de Tonga              | 0:12      | Bandera de Islas Salomón      | Islas Salomón |
| 20 de febrero de 2003 | Sunshine Coast | Australia     | Bandera de Australia          | 4:0       | Bandera de Vanuatu            | Vanuatu       |
| 20 de febrero de 2003 | Sunshine Coast | Tahití        | Bandera de Polinesia Francesa | 1:5       | Bandera de Islas Salomón      | Islas Salomón |
| 20 de febrero de 2003 | Sunshine Coast | Tonga         | Bandera de Tonga              | 0:13      | Bandera de Nueva Zelanda      | Nueva Zelanda |
| 22 de febrero de 2003 | Sunshine Coast | Tahití        | Bandera de Polinesia Francesa | 4:1       | Bandera de Tonga              | Tonga         |
| 22 de febrero de 2003 | Sunshine Coast | Islas Salomón | Bandera de Islas Salomón      | 0:2       | Bandera de Vanuatu            | Vanuatu       |
| 22 de febrero de 2003 | Sunshine Coast | Australia     | Bandera de Australia          | 3:1       | Bandera de Nueva Zelanda      | Nueva Zelanda |
| 24 de febrero de 2003 | Sunshine Coast | Islas Salomón | Bandera de Islas Salomón      | 0:0       | Bandera de Nueva Zelanda      | Nueva Zelanda |
| 24 de febrero de 2003 | Sunshine Coast | Australia     | Bandera de Australia          | 14:0      | Bandera de Tonga              | Tonga         |
| 24 de febrero de 2003 | Sunshine Coast | Vanuatu       | Bandera de Vanuatu            | 3:2       | Bandera de Polinesia Francesa | Tahití        |

## Final
| Fecha                 | Lugar |                 |                            | Resultado |                      |           |
| --------------------- | ----- | --------------- | -------------------------- | --------- | -------------------- | --------- |
| 27 de febrero de 2003 | Numea | Nueva Caledonia | Bandera de Nueva Caledonia | 1:3       | Bandera de Australia | Australia |
| 1 de marzo de 2003    | Numea | Nueva Caledonia | Bandera de Nueva Caledonia | 0:6       | Bandera de Australia | Australia |

| Bandera de Australia |
| Campeón Australia    |
| 9.no título          |